# Совкомбанк
Совкомба́нк — российский частный универсальный коммерческий банк с головным офисом в Костроме. Полное наименование — Публичное акционерное общество «Совкомбанк». Относится к системно значимым банкам, занимал девятое место по размеру активов среди российских банков по итогам 2020 года.
24 февраля 2022 года в связи со вторжением России на Украину включен в санкционный список США, SDN, предусматривающий максимально возможные ограничения и полную заморозку активов. 28 февраля сам банк и всё его руководство были включены в санкционный список Великобритании. Банк также вошёл в санкционный список Евросоюза, его европейские активы были заморожены, «Совкомбанк» был отключён от системы межбанковских платежей SWIFT, а также вошёл в санкционные списки ряда других стран.

## История
«Совкомбанк» был зарегистрирован 1 ноября 1990 года в городе Буе Костромской области и первоначально был известен как «Буйкомбанк».
В 2002 году «Буйкомбанк» приобрели Сергей Хотимский и братья Михаил и Василий Клюкины, в феврале 2003 года банк был переименован в «Совкомбанк» («Современный коммерческий банк»), а головной офис перебазировался в Кострому.
В сентябре 2007 года акционером «Совкомбанка» стала международная инвестиционная компания из Нидерландов TBIC Financial Services BV («TBIF»). В результате этой сделки «Совкомбанк» оказался единственным владельцем активов TBIF в России, представленных сибирской кредитной сетью АРКА (около тысячи точек продаж). По условиям сделки дочерняя структура Kardan TBIF получила в «Совкомбанке» 50 % акций, внеся 100 % АРКА и около $65 млн наличными, Хотимский, Клюкины и партнеры оформили свои доли через нидерландскую SovCo Capital Partners.
В 2010 году из состава акционеров вышел Василий Клюкин и вошёл украинский предприниматель Павел Фукс.
В мае 2012 года TBIF продала свою долю другим акционерам «Совкомбанка», получив за неё €123 млн и заработав в итоге €59 млн (все свои вложения в «Совкомбанк» Kardan позже оценила в €100 млн без учёта дивидендов).
В конце 2015 года Павел Фукс продал свою долю (21,83 %) в «Совкомбанке», оценивавшуюся в $80 млн.
В 2019 году банк первым из российских кредитных учреждений стал участником инициативы ООН по ответственной финансовой деятельности .
В 2020 году «Совкомбанк» начал подготовку к IPO — его акционеры одобрили листинг на Московской бирже, в качестве организаторов размещения были выбраны Goldman Sachs, JP Morgan и Morgan Stanley. В том же году Банк России включил «Совкомбанк» в перечень системно значимых банков.
В августе 2021 года «Совкомбанк» сообщил инвесторам о выходе на IPO в 2025 году «при благоприятных рыночных условиях». Планировалось к моменту IPO удвоить прибыль, в 3,5 раза увеличить доход акционеров, поднять ROE (рентабельность капитала) с 26 % до 28 %. Доходность инвестиций (IRR) при проведении IPO в 2025 году должна была составить 34 %. В феврале 2023 года были озвучены скорректированные планы — Сергей Хотимский заявил, что банк не исключает возможности размещения акций на российском рынке начиная с 2024 года.
24 февраля 2022 года в связи со вторжением России на Украину включен в санкционный список США, SDN, предусматривающий максимально возможные ограничения и полную заморозку зарубежных активов. В результате у всех клиентов банка пропала возможность обменивать валюту и совершать переводы за рубеж в мобильном приложении «Халва-Совкомбанк» и в офисах банка. 2 марта банк отключили от системы межбанковских платежей SWIFT, его активы в странах Евросоюза были заморожены.
В июне 2023 года на Санкт-Петербургском международном экономическом форуме «Совкомбанк» и «Дом.РФ» подписали меморандум о долгосрочном сотрудничестве в сфере ипотечного кредитования и ипотечных ценных бумаг. Планируется осуществить несколько выпусков ипотечных облигаций, в том числе «зелёных» и социальных, общим объёмом до 100 млрд руб.
В июле 2023 года «Совкомбанк» первым из системно значимых банков объявил об использовании схемы избавления от токсичных активов и пассивов, которая была предложена российскими властями в 2022 году. Замороженные из-за санкций активы, а также обязательства перед недружественными кредиторами будут переданы на баланс свежесозданного ООО «Содействие международным расчётам». 17 июля акционеры на внеочередном собрании одобрили этот план. Завершить передачу планируется в третьем квартале 2023 года.
В декабре 2023 года Совкомбанк провел IPO на Московской бирже, размещение прошло по верхней границе ценового диапазоана – 11,5 руб за акцию. Индекс бумаги – SVCB. Всего было размещен 1 миллиард акций – около 5% от уставного капитала банка. Для IPO была проведена допэмиссия. Приобретенные акции распределились между физлицами и институциональными инвесторами в соотношении 65/35. Капитализация Совкомбанка по итогам IPO была оценена 230,5 млрд руб. Торги начались 15 декабря ростом до 14,6 руб за акцию, первый день закрылся на отметке 12,5 руб. Аналитики прогнозируют рост до 16,8 руб (+46%).

### Слияния и поглощения
- 2009 — «Региональный кредитный банк» (99,7 % акций);
- 2014 — «ДжиИ Мани Банк»[34];
- 2015 — «АйСиАйСиАй банк Евразия»[35];
- 2016 — «Меткомбанк»[36];
- 2016 — «Гаранти банк – Москва»[37];
- В начале 2017 года был приобретен розничный кредитный портфель «Нордеа банка» (главным образом — ипотечный) объёмом 16 млрд руб[38].
- 2018 — факторинговая компания «Р. Е. Факторинг»[39]. В 2019 переименована в «Совкомбанк Факторинг»[40].
- 2018 — «РосЕвроБанк» (первый пакет акций в 9,48 % «Совкомбанк» купил в 2015 году, а в 2018 произошло слияние двух банков)[41][42][43];
- 2018 — Банк «СКИБ»[43];
- 2018 — «РТС-тендер» (электронная торговая площадка, пакет акций в 50,1 % был куплен в 2016)[44];
- Осенью 2019 «Совкомбанк» выкупил ипотечный портфель «Татфондбанка» на 1,1 млрд руб[45].
- 2019 — «Септем капитал» (брокерская компания, в 2019 году было приобретено 50,1 % акций[46], в 2021 году доля доведена до 100%, в начале 2022 года банк вышел из капитала компании[47], однако, позже весной этого года снова приобрел 100% брокера[48]);
- 2020 — Волго-Каспийский Акционерный Банк (в 2019 году банк купил более 20 % акций, в 2020 довёл пакет до 91 %, а затем — до 100 %)[49][50][51];
- 2020 — Банк «Экспресс-Волга» (в 2015 году этот банк был передан «Совкомбанку» на санацию, а в 2020 произошло его присоединение)[52];
- 2020 — «Соллерс-Финанс» (лизинговая компания, в 2010 году банк приобрёл 50 % акций, в 2020 довёл пакет до 100 %)[53], переименована в «Совкомбанк лизинг»;
- 2020 — «Либерти страхование» (страховая компания), переименована в «Совкомбанк страхование»[54];
- 2020 — компания по страхованию жизни «МетЛайф» (в начале 2021 года переименована в Совкомбанк жизнь)[55][56];
- 2020 — «Евразийский банк» — российская дочка казахстанского «Евразийского банка» (в декабре подписан договор)[57];
- 2020 — Оней-Банк у группы «Ашан». О закрытии сделки было объявлено 31 декабря 2020 года[58]. Весной 2021 года стало известно о перепродаже банка интернет-магазину Ozon, который намерен на его базе развивать финтех-направление[59][60].
- В апреле 2021 года закрыта сделка по покупке банка «Восточный» у его ключевых акционеров — фондов Baring Vostok, компании «Финвижн» и Шерзода Юсупова[61][62].
- В мае 2021 года «Совкомбанк» договорился с ФК «Никойл» о покупке факторинговой группы НФК (включает банк «Национальная факторинговая компания» и небанковскую компанию «НФК-Премиум»)[63]. Присоединена к «Совкомбанк Факторинг».
- В мае 2021 года у «Модульбанка» приобретена управляющая компания «Восточный капитал»[64].
- В декабре 2021 года было объявлено о приобретении компании по страхованию жизни «СиВ Лайф» (CiV Life), которой владела HDI International AG (дочерняя компания группы Talanx). Завершить сделку планируется в I квартале 2022 года[65][66].
- В конце 2021 года было объявлено о покупке государственного Узагроэкспортбанка (Узбекистан)[67], 24 февраля в узбекской прессе вышли публикации о закрытии сделки (называлась сумма $4 млн)[68], однако летом 2022 сделка была отменена вследствие западных санкций, наложенных на «Совкомбанк»[69].
- В феврале 2022 года «Совкомбанк» окончательно поглотил банк «Восточный». На баланс «Совкомбанка» перешёл 1 млн кредитов на сумму 76 млрд руб. и портфель депозитов и текущих счетов на сумму 116 млрд руб[70].
- В июле 2023 года в СМИ появилась информация о готовящейся сделке по покупке банком страховых компаний «Уралсиб страхование» и «Уралсиб Жизнь», являвшихся дочерними компаниями банка Уралсиб[71].
- 31 августа 2023 года «Совкомбанк» расширил свой страховой портфель, приобретя страховую компанию «Инлайф», ранее принадлежавшую группе «Уралсиб», за 6,8 миллиардов рублей. Сделка включала 100% акций «Инлайф Страхование»  (бывшая «Уралсиб Страхование»)  и «Инлайф Страхование жизни» (бывшая «Уралсиб Жизнь»)[72].

В июне 2020 года «Совкомбанк» приобрел проект «Совесть» (карта рассрочки) у группы QIWI. В феврале 2023 года «Совкомбанк» договорился с банком «Хоум Кредит» о выкупе у него портфеля карт рассрочки «Свобода» и о включении новых клиентов в проект «Халва».
В феврале 2024 года "Совкомбанк" сообщил о намерении купить Хоум Банк (ООО "ХКФ БАНК") 
В апреле 2025 года «Совкомбанк» завершил присоединение «Хоум банка». Интеграция двух банков заняла рекордные сроки 11 месяцев – это один из самых быстрых процессов объединения крупных финансовых организаций как в России, так и в мире. Хоум Банк был лидером в сегменте товарного кредитования в стране, а Совкомбанк входит в перечень системно значимых банков России.

## Деятельность

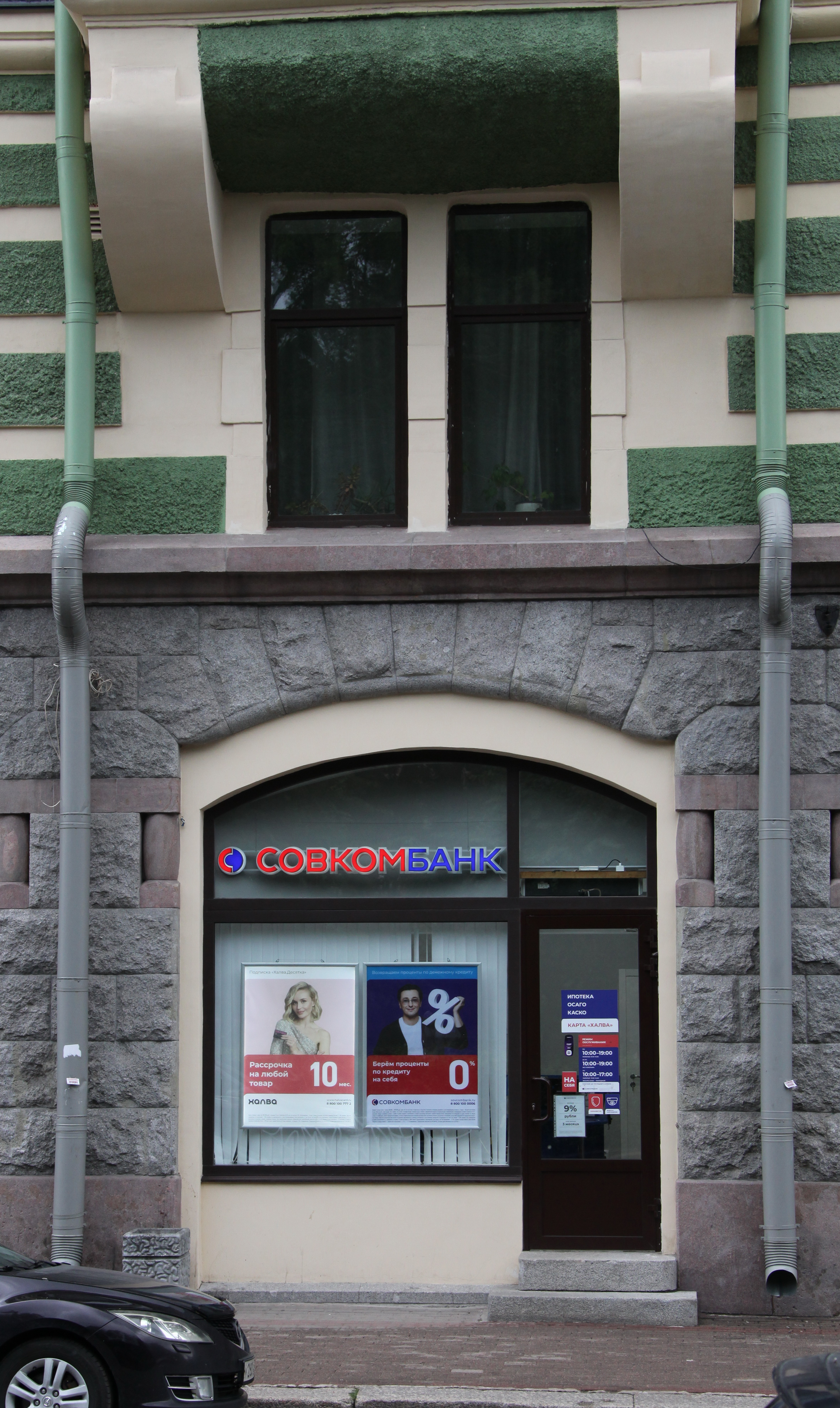
Офис Совкомбанка в Выборге

### Показатели
По итогам 2022 года основные финансовые показатели банка по РСБУ составили:
- Активы — 2,28 трлн руб;
- Чистая прибыль — 14,16 млрд руб.

### Основные показатели деятельности в динамике
До 2020 года включительно - МСФО, 2021 и далее - РСБУ
|      | Чистая прибыль | Операционный доход | Активы     | Кредитный портфель | Собственный капитал |
| Годы | (млн руб.)     | (млн руб.)         | (млн руб.) | (млн руб.)         | (млн руб.)          |
| ---- | -------------- | ------------------ | ---------- | ------------------ | ------------------- |
| 2022 | ▲8 920         | н/д                | ▲2 280 822 | н/д                | н/д                 |
| 2021 | ▲33 949        | н/д                | ▲39 201    | н/д                | н/д                 |
| 2020 | ▲39 201        | ▲90 734            | ▲1 483 360 | ▲697 268           | ▲188 289            |
| 2019 | ▲30 143        | ▲77 796            | ▲1 135 194 | ▲548 933           | ▲139 084            |
| 2018 | ▼17 549        | ▼55 734            | ▲967 404   | ▲455 413           | ▲114 036            |
| 2017 | ▼29 571        | ▲61 027            | ▲689 499   | ▲262 729           | ▲85 418             |
| 2016 | ▲33 687        | ▲56 341            | ▲565 329   | ▲211 931           | ▲63 916             |

### Розничный бизнес

#### Карта «Халва»
Одним из основных розничных продуктов «Совкомбанка» является карта рассрочки «Халва», запущенная в марте 2017 года. На старте проекта им управляла в качестве оператора компания «Совкомкард», однако уже осенью 2017 года она была выкуплена банком за 1,1 млрд руб. По состоянию на осень 2020 года это самый крупный из аналогичных проектов по числу выпущенных карт, их общее число достигло 6 млн.
Летом 2020 года «Совкомбанк» выкупил у компании Qiwi проект карты рассрочки «Совесть», работавший в том же сегменте рынка и по той же схеме, что и карта «Халва». В результате проект «Халва» вырос на 20 % или на 1 млн человек.
В начале 2023 года стало известно о выкупе у банка «Хоум Кредит» проекта карт рассрочки «Свобода», после которого «Совкомбанк» стал практическим монополистом на российском рынке таких карт.

#### Ренкинг Банка России
В апреле 2025 года Банк России составил первый ренкинг банков, лидирующих по удельному числу обоснованных жалоб заёмщиков в 2024 году. Ранжирование проводилось в трёх группах банков - с клиентской базой более 5 млн.кредитов, системно значимые банки и банки, не относящиеся к системно значимым. Среди банков с клиентской базой более 5 млн.кредитов «Совкомбанк» занял третье место, а среди системно значимых - пятое. Показатель обоснованных жалоб составил 4,5 жалоб на 1 млн выданных кредитов.

### Корпоративный бизнес
«Совкомбанк» возник и развивался первые 12 лет в качестве розничного банка, ориентированный почти исключительно на физических лиц. Заметное усиление и ускоренное развитие корпоративного бизнеса началось в 2015 году с созданием корпоративно-инвестиционного блока. Доля кредитов физическим лицам снизилась в активах банка с примерно половины (в 2013—2014 годах) до 34 % в 2015 году и до 12 % в 2016. Ещё одним импульсом к развитию корпоративного направления стало слияние с «Росевробанком», который ориентировался на малый и средний бизнес, его возглавил Михаил Автухов.

### Небанковские активы группы «Совкомбанк»
В состав группы, возглавляемой «Совкомбанком», входит, в том числе, несколько небанковских активов.

#### Страховая компания «Совкомбанк страхование»
Страховая компания была основана в 1993 году и называлась «Класс», в 2008 году вошла в группу «КИТ Финанс» и поменяла название на «КИТ Финанс Страхование», в 2013 году была продана американской страховой группе Liberty и стала называться «Либерти страхование». Наконец в 2020 году была куплена «Совкомбанком» и получила название АО «Совкомбанк страхование».
Основные виды страхования — ОСАГО, каско, добровольное медицинское страхование.

#### Страховая компания «Совкомбанк жизнь»
Компания основана в Москве в 1994 году американской страховой компанией AIG и названа RUS-AIG. Много раз меняла название, в 2020 году приобретена Совкомбанком и стала называться АО «Совкомбанк жизнь».
Компания специализируется на личных видах страхования — страхование жизни и ДМС.

#### Лизинговая компания «Совкомбанк лизинг»
Компания основана «ПАО „Соллерс“» в 2008 году под названием ООО «Соллерс-Финанс». В 2010 году Совкомбанк приобрёл 50 % акций компании, а в 2019 консолидировал 100 % акций. В 2020 году компания была переименована в ООО «Совкомбанк лизинг».
Уставный капитал компании — 420 млн руб.
Основную долю в портфеле компании занимает лизинг грузового и легкового автотранспорта, по розничному лизингу компания входит в число лидеров рынка.
Рейтинги и рэнкинги «Совкомбанк лизинг»
- Fitch — «BB+», прогноз «стабильный» (2021)[94];
- Рейтинговое агентство АКРА в 2017 году присвоило  ООО "Совкомбанк Лизинг" рейтинговую оценку A-(RU) со стабильным прогнозом. Рейтинг ежегодно подтверждался, в 2021 году был повышен до A(RU), в 2022 - до A+(RU), в 2024 - до AA-(RU). В 2025 году подтверждён на том же уровне[95].
- Рейтинговое агентство «Эксперт РА» присвоило в 2021 году ООО "Совкомбанк Лизинг" рейтинговую оценку ruAA- со стабильным прогнозом, которая была подтверждена в 2022-2024 годах[96].

- В рэнкинге крупнейших лизинговых компаний, выпущенном по итогам 2025 года рейтинговым агентством «Эксперт РА» «Совкомбанк лизинг» заняла 10-е место, поднявшись  за год на 1 позицию[97].

### ESG (environmental, social, governance — экология, социальное развитие, корпоративное управление)
«Совкомбанк» проводит политику устойчивого развития и заботится о социальных и экологических аспектах своей деятельности. С 2019 года банк участвует в Финансовой инициативе программы ООН по окружающей среде (UNEP FI), он подписал «Принципы ответственной банковской деятельности». В том же году «Совкомбанк» стал участником Глобального договора ООН — инициативы ООН, направленной на поощрение социальной ответственности бизнеса.
В Наблюдательном совете банка сформирован Комитет по экологии, социальной ответственности и корпоративному управлению (ESG), который на постоянной основе проводит мониторинг работы банка с точки зрения соответствия принятым обязательствам и рекомендациям международных стандартов по вопросам ответственного финансирования, охраны труда, здоровья, социальной ответственности, охраны окружающей среды и корпоративного управления. С осени 2020 года этот комитет возглавляет независимый директор и член Совета директоров банка Регина фон Флемминг.
Одним из направлений политики ESG «Совкомбанка» является размещение «зелёных облигаций» крупных эмитентов — в феврале 2020 он выступил организатором выпуска «зеленых» облигаций ООО «Специализированное финансовое общество РуСол 1», а в сентябре 2020 — РЖД.
В январе 2022 года «Совкомбанк» открыл для своих сотрудников из бэк-офиса и сотрудников дочерней IT-компании «Совкомбанк Технологии» коворкинг в Турции для работы над общими проектами. Базой для коворкинга был выбран пятизвёздочный отель на берегу моря. Банк полностью покрывает стоимость перелёта и проживания по схеме «Ultra all inclusive» и предоставляет страховку выезжающих за рубеж на время поездки. Каждый сотрудник бэк-офиса банка может воспользоваться программой один раз в год. Рабочий график всех приезжающих в Турцию на работу сотрудников будет основан на 4-х дневной рабочей неделе (4 рабочих и 3 выходных дня), при этом за ними сохраняется их штатная заработная плата. Новый формат и график работы в течение 2022 года протестировали около тысячи сотрудников банка. Затем аналогичный коворкинг создали в Сочи и разрешили его посещать сотрудникам всех дочерних компаний банка. В апреле 2023 года эксперимент был признан успешным - 97 % руководителей признали четырехдневную рабочую неделю эффективной. Было решено расширить эксперимент и в 2023 году увеличить число вовлечённых в него сотрудников в три раза.
В опубликованном в октябре 2022 года ESG-индексе, построенном рейтинговым агентством НКР, «Совкомбанк» вошёл в Категорию 1 (35 российских компаний с самым высоким уровнем ESG-индекса).
В конце 2024 года Совкомбанк вступил в Национальный ESG Альянс, который объединяет компании, уже внедрившие принципы устойчивого развития и учредителями которого были Сбербанк, СИБУР, X5 Group и РУСАЛ.

### Рейтинги
- Standard & Poor's: рейтинг по международной шкале «BB/B», прогноз «позитивный» (2021)[109][110]. В 2022 году рейтинг был отозван. ;
- Fitch Ratings: рейтинг по международной шкале «BB+», прогноз «стабильный» (2020)[109][111]. В марте 2022 года рейтинг был отозван[112];
- Moody’s: рейтинг по международной шкале «Ba1», прогноз «стабильный» (2020)[113]. В феврале 2022 года рейтинг был отозван[114];
- АКРА: в 2016 году был присвоен рейтинг «A-(RU)», прогноз «стабильный» (2023), в 2017 рейтинг повышен до «A(RU)», в 2019 - до «A+(RU)», в 2021 до «AA-(RU)», а в 2024 до «AA(RU)» (подтверждён в 2025)[115];
- «Эксперт РА»: в 2017 году присвоен рейтинг кредитоспособности по национальной шкале «ruA-», прогноз «стабильный», в 2018 рейтинг повышен до «ruA», в 2020 до «ruA+», в 2021 - до «ruAА» и ежегодно подтверждается (2021-2025), в 2022 году присвоен ESG-рейтинг по национальной шкале «ESG-II(b)», прогноз «стабильный», в 2024 рейтинг подтверждён с позитивным прогнозом и добавлен эквивалент этой же рейтинговой оценки по шкале Банка России — ESG-A [116];
- НКР: в 2019 присвоен рейтинг по национальной шкале «AA-», прогноз «стабильный», рейтинг ежегодно подтверждался (2020-2024), в 2025 повышен до «АА»[117].

### Рэнкинги, достижения и признание
По итогам 2024 года «Совкомбанк» занимает в регулярном рэнкинге банков Интерфакс-100 8-е место по размеру активов, 9-е по размеру собственного капитала и 14-е по объёму чистой прибыли. 
Карта рассрочки «Халва» получила премию «Банк года — 2018» в номинации «Банковская карта года».
Журнал Euromoney вручил «Совкомбанку» премию Euromoney Awards for Excellence в категории «Лучший российский банк» за 2018 год. «Совкомбанк» стал лауреатом премии «Финансовая Элита России — 2019» в номинации «Гран-при: банк года» и международной премии World Finance — 2019 как лучшая российская банковская группа. Банк был награжден премией Retail Finance Awards 2019 как лучший розничный банк по мнению читателей журнала the Retail Finance.
Среди победителей премии Loans Cbonds Awards — 2019 «Совкомбанк» занял третье место в номинации «Лучший российский банк на рынке синдикаций СНГ».
В 2021 году «Совкомбанк» вошёл в рэнкинг самых надёжных банков по версии журнала Forbes (28-я позиция) (в 2022 году - 32-я позиция, в 2024 - 29-я). В 2021 году Forbes также впервые включил «Совкомбанк» в свой рэнкинг 15 лучших банков для миллионеров (8-я позиция), а в 2024 - в рэнкинг крупнейших компаний России по чистой прибыли (27-я позиция).

### Критика
В 2020-2024 годах Совкомбанк неоднократно штрафовался ФАС и её региональными управлениями за нарушения антимонопольного законодательства.

## Собственники
86,456 % обыкновенных акций «Совкомбанка» принадлежит публичной компании с ограниченной ответственностью SovCo Capital Partners B.V., зарегистрированной в торгово-промышленной палате Амстердама (Нидерланды) в 1989 году.
В 2021 году произведена перерегистрация в Люксембурге, а в сентябре 2021-го - как МКАО «Совко Капитал Партнерс» в юрисдикции РФ, на Октябрьском острове, специальном административном районе Калининградской области.
Основные конечные бенифициары (с долями более 5 %) — Дмитрий Хотимский (23 %), Алексей Фисун (16 %), Михаил Клюкин (11 %), Сергей Хотимский (9 %), Дмитрий Гусев (6 %), Михаил Кучмент (7 %). Остальными акциями владеют крупные инвестиционные фонды стран Азии и Ближнего Востока, включая суверенные фонды Китая, Японии, Саудовской Аравии и России, а также бывшие акционеры АКБ «РосЕвроБанк» Илья Бродский и Андрей Суздальцев.